# Cephalaria
Cephalaria es un género de plantas  perteneciente a la antigua familia Dipsacaceae ahora subfamilia de  Caprifoliaceae, nativas del sur de Europa, Asia central u occidental y norte y sur de África.  Comprende 159 especies descritas y de estas, solo 88 aceptadas.

## Descripción
Son plantas herbáceas anuales o perennes que alcanzan 0.8-2 metros de altura. La inflorescencia globosa; receptáculo cónico, con brácteas interseminales coriáceas, inermes o espinosas. Involucro con 4-6 filas de brácteas. Brácteas libres, imbricadas, más o menos coriáceas. Involucelo tetrágono, con 8 surcos y una corona distal dentado-ciliada o sin corona y con 8 setas rígidas. Cáliz cupuliforme, dentado-ciliado o con numerosas aristas escábridas, caduco. Corola con 4 lóbulos subiguales, amarilla, blanca, azulada o violácea.

## Ecología
Especies de Cephalaria son utilizadas como alimentación por las larvas de algunas especies de Lepidopteras, incluida Schinia imperialis, que come exclusivamente C. procera.

## Taxonomía
El género fue descrito por Schrad. ex Schult. & Schult.f. y publicado en Systema Vegetabilium 3: 1, 43. 1818. La especie tipo es: Cephalaria alpina (L.) Roem. & Schult.
Etimología
Cephalaria: nombre genérico que deriva del griego kephal = "cabeza" y del latino -aria  = sufijo que indica relación, en sentido amplio. Refiriéndose a que las flores, en este género, están reunidas en capítulos hemisféricos o subglobosos.

## Especies seleccionadas
- Cephalaria alpina (L.) Roem. & Schult.
- Cephalaria ambrosioides (Sibth. & Sm.) Roem. & Schult.
- Cephalaria aristata C.Koch
- Cephalaria coriacea (Willd.) Roem. & Schult. ex Steud.
- Cephalaria flava (Sibth. & Sm.) Szabó
- Cephalaria gigantea (Ledeb.) Bobrov
- Cephalaria joppica (Spreng.) Bég.
- Cephalaria laevigata (Waldst. & Kit.) Schrad.
- Cephalaria leucantha (L.) Roem. & Schult.
- Cephalaria linearifolia Lange
- Cephalaria litvinovii Bobrov
- Cephalaria pastricensis Dörfl. & Hayek
- Cephalaria radiata Griseb. & Schenk
- Cephalaria setulifera Boiss. & Heldr.
- Cephalaria squamiflora (Sieber) Greuter
- Cephalaria scabra (L.f.) Roem. & Schult.
- Cephalaria syriaca (L.) Roem. & Schult.
- Cephalaria tchihatchewii Boiss.
- Cephalaria transylvanica (L.) Roem. & Schult.
- Cephalaria uralensis (Murray) Roem. & Schult.

### Cultivos
Algunas especies son cultivadas como planta ornamental en jardines; el más popular es C. gigantea, una especie perenne del Cáucaso que alcanza los 2 metros de altura.